# Ceromitia amphichroa
Ceromitia amphichroa là một loài bướm đêm thuộc họ Adelidae. Loài này có ở Nam Phi.